# نانو چوب
نانو چوب یک ماده عایق حرارتی ساخته شده از الیاف جدا شده چوب است. مهمترین مزیت آن‌ها، سازگاری با محیط زیست است.

## چکیده
به دلیل چالشهای غالب انرژی و نیازهای برآورده نشده در کاربردهای عایق‌های حرارتی، علاقه‌مندی به مواد مدیریت حرارتی افزایش یافته‌است ما توانایی‌های استثنایی مدیریت حرارتی یک تراز بندی سلسله مراتبی در مقیاس بزرگ از نانوالیاف سلولزی را که به‌طور مستقیم از چوب ساخته شده‌اند، نشان می‌دهیم، که از این به بعد به عنوان نانو چوب یاد می‌شود. نانو چوب خواص حرارتی ناهمسانگرد با هدایت حرارتی بسیار کم 0.03 W / m · K در جهت عرضی (عمود بر امتداد نانوالیاف) و هدایت حرارتی تقریباً دو برابر بیشتر 0.06 W / m · K را در جهت محوری به دلیل صف آرایی سلسله مراتبی و همسو نانوالیاف لوله ای (متخلخل در مرکز) از خود نشان می‌دهد. ناهمسانگردی رسانایی گرمایی، اتلاف حرارتی کارآمد را در جهت محوری امکان‌پذیر می‌کند، در نتیجه از گرم شدن بیش از حد موضع حرارت دیده جلوگیری می‌کند در حالی که عایق حرارتی بهبود یافته در قسمت پشتی ایجاد می‌کند که در عایق‌های حرارتی ایزوتروپی ممکن نیست. نانو چوب همچنین دارای پراش کمتر از ۵٪ در مقابل طیف خورشیدی با توانایی انعکاس مؤثر انرژی گرمایی خورشید است. علاوه بر این نانو چوب، به دلیل اتصال مؤثر بین نانو الیاف هم راستا سلولز با مقاومت فشاری بالا 13 MPa در جهت محوری و 20 MPa در جهت عرضی در تنش ۷۵٪، سبک اما در عین حال قوی است که فراتر از سایر مواد عایق حرارتی مانند سیلیس، آئروژل‌های پلیمری، پلی‌استایرن و پشم می‌باشد. مدیریت حرارتی عالی، فراوانی، زیست‌تجزیه پذیری، مقاومت مکانیکی بالا و تراکم جرم کم این ماه را برای کاربردهای عایق حرارتی کارآمد بسیار مورد توجه قرار می‌دهد.

## معرفی نانو چوب
محققان در مجله Science Advances گزارش کرده‌اند: ماده ای سبک و محکم حاصل از چوب بهتر از مواد عایق حرارتی است که امروزه استفاده می‌شود. این عایق، که سازندگان آن، آن را «نانوود» یا «نانو چوب» می‌نامند، ساخت آسان و ارزان دارد، قابل تجزیه بیولوژیکی است و می‌تواند باعث کاهش اثر کربن در خانه‌ها و ساختمان شود.
عایق باعث می‌شود گرما در زمستان، از ساختمان خارج نشود و در تابستان به داخل آن نفوذ نکند. این کلید آسایش بخش کردن خانه‌ها و ساختمان‌ها همراه با صرفه جویی در مصرف انرژی است. عایق بندی معمولاً پر کردن دیوارها با موادی مانند فایبرگلاس یا فوم‌های پایه پلاستیکی است. این مواد دارای مواد شیمیایی بالقوه سمی هستند و نمی‌توانند بازیافت شوند. فوم‌های عایق ساخته شده از سلولز طبیعی نیز در بازار موجود است. اما آنها با استفاده از یک سری فرایندهای مکانیکی و شیمیایی ساخته شده‌اند که دشوار، گران و انرژی بر هستند.
محققان در جستجوی عایق‌های ارزان و مؤثر و پایداربوده اند. تیم دانشمندان و مهندسان دانشگاه مریلند و دانشگاه کلرادو بولدر راهی ساده برای ساخت چنین ماده ای از چوب ارائه دادند.
آنها یک تکه چوب را در حمام مواد شیمیایی ارزان قیمت - سدیم هیدروکسید، سدیم سولفیت و هیدروژن پراکسید - غوطه ور می‌کنند و باعث شسته شدن لیگنین -پلیمری که چوب را در کنار هم نگه می‌دارد- می‌شوند. این عمل، ماده سفید، متخلخل و سبکی از ترکیب الیاف ریز سلولز را در ترتیب طبیعی خود در چوب به جا می‌گذارد که به موازات یکدیگر صف کشیده شده‌اند
لیگنین رسانای حرارتی خوبی است و بدون آن، نانوچوب گرما را منعکس می‌کند. آرایش موازی الیاف سلولز برای خصوصیات عایق بندی مواد نیز مهم است. فیبرها در طول خود گرما را توزیع می‌کنند اما به دلیل شکاف هوا بین الیاف نمی‌توانند از آن‌ها عبور کنند.
نانوچوب حدود ۵۰ برابر از فوم سلولزی و بیش از ۳۰ برابر از مواد عایق تجاری رایج قوی تر است، در حالی که به همان میزان کارآمد است. همچنین ساخت آن نسبتاً ارزان است و هر متر مربع آن ۷٫۴۴ دلار هزینه دارد. محققان چوب باس با رشد سریع را انتخاب کردند اما می‌گویند می‌توان از هر نوع چوبی استفاده کرد.

## هدایت حرارتی ناهمسانگرد نانو چوب
نانو چوب برای عایق حرارتی برتر بودن، دارای چهار مشخصه کلیدی است. اول، از برآورد تراکم جرمی و تراکم دیواره‌های سلول خشک، می‌یابیم که تخلخل به حدوداً ۹۱٪ افزایش می‌باید. [چگالی دیواره سلولی خشک چوب باس ۱٫۴۹۱ گرم / سانتی‌متر مکعب است] که بسیار بزرگتر از رقم آن در چوب باس اصلی است (حدود ۶۰٪). تخلخل زیاد منجر به هدایت حرارتی بسیار کوچکتر می‌شود (ارزیابی هدایت حرارتی نظری در مواد تکمیلی). دوم، حذف لیگنین و همی سلولز در هم آمیخته تا حد زیادی ارتباط فیبرهای سلولزی و توده فیبرهای درون دیواره فیبریل را کاهش می‌دهد، که منجر به تعامل بسیار ضعیف تری بین فیبریل‌ها و کاهش هدایت گرمایی در جهت عرضی می‌شد. سوم، توده‌های نانوفیبریلی هم راستا با نسبت ابعاد زیاد منجر به جریان حرارتی ناهمسانگرد در جهت امتداد نانوفیبریل می‌شوند. سرانجام، بیشتر کانالهای توخالی (الیاف و عناصر رگ مانند) در نانو چوب قطر بین ۱۰ تا ۱۰۰ میکرومتر دارند، در حالی که فیبرهای سلولزی منفرد در توده‌های فیبریل دیواره سلولی، فاصله دانه‌های اینترفیبریل را در محدوده نانومتر نشان می‌دهند. وقتی فاصله درونی کوچکتر از میانگین مسیر آزاد هوا باشد، هدایت حرارتی از طریق هوا مسدود می‌شود. با این حال، در نانوچوب مزو متخلخل، منافذ میکرومتری غالب هستند و تأثیر منافذ نانومتری در کاهش بیشتر رسانایی گرمایی قابل ملاحظه نیست.
شکل ۳: (A و B) تصاویر مادون قرمز فرایندهای انتقال حرارت ناهمسانگرد را در نمونه‌ها نشان می‌دهد که تحت تابش لیزر ورودی با طول موج تابش۸۲۰ نانومتر و با شدت 0.95 W / mm 2 و اندازه نقطه ۰٫۵ میلی‌متر قرار می‌گیرد. برای برش نمونه نانو چوب در جهت عمود بر جهت رشد چوب، انرژی گرمایی، بیشتر در جهت موازای کانال‌های چوبی هدایت می‌شود و در جهت عرضی محدود می‌ماند. برای برش نمونه نانو چوب در امتداد جهت رشد چوب، شکل افت دما به دلیل ناهمسانگردی رسانایی گرمایی در جهت‌های عرضی و محوری، بیضوی است.
هدایت حرارتی در جهت شعاعی ۰٫۰۰۲ ± 0.002 W / m · K در دما ۲۵٫۳ درجه سانتیگراد و ۰٫۰۵۶ ± 0.004 W / متر · K در ۲۴٫۳ درجه سانتیگراد در جهت محوری است (شکل3. C). در مقایسه، چوب باس طبیعی آمریکایی رسانایی گرمایی ۰٫۱۰۷ ± 0.011 W / m · K را در جهت شعاعی و ۰٫۳۴۷ ± 0.035 W / m · K را در جهت محوری در ۲۲٫۷ درجه سانتیگراد نشان می‌دهد (شکل3. D). رسانایی گرمایی در چوب طبیعی، از دمای اتاق تا دمای ۸۰ درجه سانتیگراد تقریباً ثابت می‌ماند. با این حال، برای نانو چوب، رسانایی گرمایی در جهت عرضی در دمای عملیاتی بالاتر به آرامی از ۰٫۰۳ به 0.055 W / m · K افزایش می‌یابد، در حالی که در جهت محوری، مقدار آن به آرامی از ۰٫۰۵۶ به 0.10 W / m · K تغییر می‌کند.